# Iron Wok Jan!
 (mars 2024).
Si vous disposez d'ouvrages ou d'articles de référence ou si vous connaissez des sites web de qualité traitant du thème abordé ici, merci de compléter l'article en donnant les références utiles à sa vérifiabilité et en les liant à la section « Notes et références ».
Iron Wok Jan (鉄鍋のジャン, Tetsunabe no Jan!) est un manga culinaire des années 1990 édité en France par Soleil Manga. Une suite, Iron Wok Jan! R: The Summit Operations, a été publiée de 2006 à 2010.

## Personnages
Jan Akiyama : un cuisinier qui travaillait autrefois dans le restaurant Gobanchô. Il est connu sous le nom d'"Empoisonneur" ou de "Tueur de juges", car sa cuisine est tellement bonne que certains juges se sont entretués pour y goûter. Dans les premiers tomes, il participe au Grand Tournoi Otani, dirigé dans l'ombre par la grande chaîne de restaurants chinois "Les 13 Dragons". Mais il entre en difficulté lorsque Mizuki Otani[Qui ?] lui donne un coup de pied à une vieille blessure.